# Liste der Stolpersteine in Meckenheim (Rheinland)
Die Liste der Stolpersteine in Meckenheim (Rheinland) enthält Stolpersteine, die im Rahmen des gleichnamigen Kunst-Projekts von Gunter Demnig in Meckenheim verlegt wurden. Mit ihnen soll an Opfer des Nationalsozialismus erinnert werden, die in Meckenheim lebten und wirkten.

## Liste der Stolpersteine
| Name                      | Adresse            | Inschrift | Bild | weitere Informationen | Anmerkungen                     |
| ------------------------- | ------------------ | --- | --- | --- | ------------------------------- |
| Mendel, Henriette         | Hauptstraße 5–7 ⊙  | Hier wohnte Henriette Mendel geb. Heumann Jg. 1863 deportiert 1942 Theresienstadt ermordet 19.9.1942 Treblinka                  | | Henriette Heumann wurde am 9. November 1863 in Beuel bei Bonn geboren und war wohnhaft in Köln. Sie wurde von dort am 15. Juni 1942 in das Ghetto Theresienstadt und am 19. September 1942 in das Vernichtungslager Treblinka deportiert. |                                 |
| Meyer, Max                | Hauptstraße 15 ⊙   | Hier wohnte Max Meyer Jg. 1882 gedemütigt / entrechtet Flucht in den Tod 6.12.1936                                              | | |                                 |
| Meyer, Selma              | Hauptstraße 15 ⊙   | Hier wohnte Selma Meyer geb. Weil Jg. 1889 deportiert 1942 ermordet in Łodz                                                     | Selma Weil wurde am 1. Juli 1889 in Rexingen geboren und war wohnhaft in Meinerzhagen und Meckenheim. Sie wurde am 15. Juni 1942 in das Vernichtungslager Sobibor deportiert. Auf Grund fehlender Unterlagen wurde sie für tot erklärt. | |                                 |
| Meyer, Susanne            | Hauptstraße 15 ⊙   | Hier wohnte Susanne Meyer Jg. 1885 deportiert 1942 ermordet in Łodz                                                             | Susanne Meyer wurde am 3. September 1885 in Meckenheim geboren und war wohnhaft in Bonn. Sie wurde am 14. Juni 1942 in das Vernichtungslager Sobibor deportiert. | |                                 |
| Stern, Auguste            | Hauptstraße 15 ⊙   | Hier wohnte Auguste Stern geb. Weil Jg. 1887 deportiert 1942 Minsk ermordet                                                     | | Auguste Weil wurde am 14. Juni 1887 in Rexingen geboren und war wohnhaft in Stuttgart, Hohenlimburg und Bonn. Sie wurde am 20. Juli 1942 nach Minsk und weiter zur Tötungsstätte Maly Trostinec deportiert. Auf Grund fehlender Unterlagen wurde sie für tot erklärt. |                                 |
| Stern, Julius             | Hauptstraße 15 ⊙   | Hier wohnte Julius Stern Jg. 1886 deportiert 1942 Minsk ermordet                                                                | Julius Stern wurde am 2. Februar 1886 in Hohenlimburg geboren und war wohnhaft in Meckenheim und Bonn. Er wurde am 20. Juli 1942 nach Minsk und weiter zur Tötungsstätte Maly Trostinec deportiert. Auf Grund fehlender Unterlagen wurde er für tot erklärt. | |                                 |
| Stern, Margot             | Hauptstraße 15 ⊙   | Hier wohnte Margot Stern Jg. 1927 deportiert 1942 Minsk ermordet                                                                | Margot Stern wurde am 15. Januar 1927 in Hohenlimburg geboren und war wohnhaft in Meckenheim und Bonn. Sie wurde am 20. Juli 1942 nach Minsk und weiter zur Tötungsstätte Maly Trostinec deportiert. Auf Grund fehlender Unterlagen wurde sie für tot erklärt. | |                                 |
| Stern, Rolf               | Hauptstraße 15 ⊙   | Hier wohnte Rolf Stern Jg. 1923 Kindertransport 1938 USA                                                                        | | |                                 |
| Weil, Jenny               | Hauptstraße 15 ⊙   | Hier wohnte Jenny Weil Jg. 1892 deportiert 1942 Minsk ermordet                                                                  | Jenny Weil wurde am 14. August 1892 in Rexingen geboren und war wohnhaft in Bad Godesberg, Hohenlimburg und Meinerzhagen. Sie wurde am 15. Juni 1942 in das Vernichtungslager Sobibor deportiert. | |                                 |
| Juhl, Benedikt            | Hauptstraße 24 ⊙   | Hier wohnte Benedikt Juhl Jg. 1868 Flucht 1940 Holland interniert Westerbork deportiert 1943 Sobibor ermordet 21.5.1943         | | Benedikt Juhl wurde am 5. Mai 1868 in Meckenheim geboren und war wohnhaft in Köln. Er emigrierte am 9. März 1939 in die Niederlande und wurde an seinem 75. Geburtstag gemeinsam mit seiner Frau vom 5. Mai 1943 bis zum 18. Mai 1943 im Sammellager Westerbork inhaftiert. Von dort wurde er am 18. Mai 1943 in das Vernichtungslager Sobibor deportiert, wo er vermutlich am 21. Mai 1943 ermordet wurde. Auf Grund fehlender Unterlagen wurde er für tot erklärt. |                                 |
| Juhl, Lina                | Hauptstraße 24 ⊙   | Hier wohnte Lina Juhl geb. Hirsch Jg. 1875 Flucht 1940 Holland interniert Westerbork deportiert 1943 Sobibor ermordet 21.5.1943 | Lina Hirsch wurde am 5. Mai 1875 in Beilstein bei Zell (Mosel) geboren und war wohnhaft in Köln. Sie emigrierte am 9. März 1939 in die Niederlande und wurde an ihrem 68. Geburtstag gemeinsam mit ihrem Mann vom 5. Mai 1943 bis zum 18. Mai 1943 im Sammellager Westerbork inhaftiert. Von dort wurde sie am 18. Mai 1943 in das Vernichtungslager Sobibor deportiert, wo sie vermutlich am 21. Mai 1943 ermordet wurde. Auf Grund fehlender Unterlagen wurde sie für tot erklärt. | |                                 |
| Bier, Albert              | Hauptstraße 55 ⊙   | Hier wohnte Albert Bier Jg. 1886 deportiert 1942 Minsk ermordet 20.7.1942                                                       | | Albert Bier wurde am 29. Juni 1886 in Meckenheim geboren und war wohnhaft in Bonn. Er wurde am 20. Juli von Köln nach Minsk deportiert und im Vernichtungslager Maly Trostinez ermordet. |                                 |
| Bier, Henriette           | Hauptstraße 55 ⊙   | Hier wohnte Henriette Bier geb. Marx Jg. 1893 deportiert 1942 Minsk ermordet 20.7.1942                                          | Henriette Marx wurde am 16. Februar 1893 in Köln geboren und war wohnhaft in Meckenheim. Sie wurde am 20. Juli von Köln nach Minsk deportiert und im Vernichtungslager Maly Trostinez ermordet. | |                                 |
| Salm, Ida                 | Kirchstraße 5 ⊙    | Hier wohnte Ida Salm geb. Meyer Jg. 1892 deportiert 1942 ermordet in Łodz                                                       | | Ida Meyer wurde am 22. März 1892 in Gey bei Düren geboren und war wohnhaft in Bonn. Sie wurde am 14. Juni 1942 in das Ghetto Litzmannstadt deportiert. | In Meckenheim-Altendorf verlegt |
| Salm, Maximilian          | Kirchstraße 5 ⊙    | Hier wohnte Maximilian Salm Jg. 1892 deportiert 1942 Auschwitz ermordet 2.9.1942                                                | Maximilian Meyer wurde am 3. Oktober 1892 in Altendorf geboren und war dort wohnhaft. Er emigrierte nach Belgien und wurde am 11. August 1942 in das Vernichtungslager Auschwitz deportiert, wo er am 2. September 1942 ermordet wurde. | | In Meckenheim-Altendorf verlegt |
| Szymonowicz, Hirsch David | Merler Straße 20 ⊙ | Hier wohnte Hirsch David Szymanoviez Jg. 1887 abgeschoben 1938 nach Polen ermordet in Łodz                                      | | |                                 |
| Szymonowicz, Senta        | Merler Straße 20 ⊙ | Hier wohnte Senta Szymanoviez Jg. 1931 abgeschoben 1938 nach Polen ermordet in einem KZ                                         | | |                                 |
| Szymonowicz, Julie        | Merler Straße 20 ⊙ | Hier wohnte Julie Szymanoviez geb. Salm Jg. 1883 abgeschoben 1938 nach Polen ermordet in einem KZ                               | Julie Salm wurde am 15. August 1883 in Meckenheim geboren und war dort wohnhaft. Sie wurde an einen unbekannten Ort deportiert. | |                                 |
| Arensberg, Jakob          | Neustraße 20 ⊙     | Hier wohnte Jakob Arensberg Jg. 1879 deportiert 1942 Minsk ermordet                                                             | | Jakob Arensberg wurde am 8. März 1879 in Meckenheim geboren und war wohnhaft in Bonn. Er wurde am 20. Juli 1942 nach Minsk und weiter zur Tötungsstätte Maly Trostinec deportiert. |                                 |
| Arensberg, Lieselotte     | Neustraße 20 ⊙     | Hier wohnte Lieselotte Arensberg Jg. 1922 deportiert 1942 Minsk ermordet                                                        | Lieselotte Arensberg wurde am 24. Juni 1922 in Meckenheim geboren und war wohnhaft in Bonn. Sie wurde am 20. Juli 1942 nach Minsk und weiter zur Tötungsstätte Maly Trostinec deportiert. | |                                 |
| Arensberg, Paula          | Neustraße 20 ⊙     | Hier wohnte Paula Arensberg geb. Fuldauer Jg. 1890 deportiert 1942 Minsk ermordet                                               | Paula Fuldauer wurde am 13. Februar 1890 in Dinslaken geboren und war wohnhaft in Pirmasens und Bonn. Sie wurde am 20. Juli 1942 nach Minsk und weiter zur Tötungsstätte Maly Trostinec deportiert. | |                                 |
| Arensberg, Rolf           | Neustraße 20 ⊙     | Hier wohnte Rolf Arensberg Jg. 1926 deportiert 1942 Minsk ermordet                                                              | Rolf Arensberg wurde am 4. Januar 1926 in Meckenheim geboren und war wohnhaft in Bonn. Er wurde am 20. Juli 1942 nach Minsk und weiter zur Tötungsstätte Maly Trostinec deportiert. | |                                 |
| Moses, Paula              | Tombergstraße 2 ⊙  | Hier wohnte Paula Moses geb. Juhl Jg. 1874 deportiert 1942 ermordet in Minsk                                                    | | Paula Juhl wurde am 18. August 1874 in Meckenheim geboren und war wohnhaft in Meckenheim und Bonn. Sie wurde am 20. Juli 1942 nach Minsk und weiter zur Tötungsstätte Maly Trostinec deportiert. Auf Grund fehlender Unterlagen wurde sie für tot erklärt. |                                 |
| Moses, Siegmund           | Tombergstraße 2 ⊙  | Hier wohnte Siegmund Moses Jg. 1880 deportiert 1942 ermordet in Minsk                                                           | Siegmund Moses’ wurde am 8. Mai 1880 in Weilerswist geboren und war wohnhaft in Meckenheim und Bonn. Er wurde vom 5. November 1938 bis zum 12. Dezember 1938 im Konzentrationslager Dachau inhaftiert. Er wurde dann am 20. Juli 1942 nach Minsk und weiter zur Tötungsstätte Maly Trostinec deportiert. Auf Grund fehlender Unterlagen wurde er für tot erklärt. | |                                 |
| Berlin, Julie             | Hauptstraße 105    | Hier wohnte Julie Berlin geb. Billig Jg. 1889 deportiert 1942 Minsk ermordet                                                    | | Julie Berlin, geb. Billig, wurde am 5. Dezember 1889 in Euskirchen geboren und war wohnhaft in Bonn und Meckenheim. Am 20. Juli 1942 wurde sie nach Minsk und weiter zur Tötungsstätte Maly Trostinec deportiert. |                                 |
| Berlin, Julius            | Hauptstraße 105    | Hier wohnte Julius Berlin Jg. 1879 deportiert 1942 Minsk ermordet                                                               | Julius Berlin wurde am 5. April 1879 in Meckenheim geboren und war wohnhaft in Bonn und Meckenheim. Am 20. Juli 1942 wurde er nach Minsk und weiter zur Tötungsstätte Maly Trostinec deportiert. | |                                 |
| Berlin, Helmut            | Hauptstraße 105    | Hier wohnte Helmut Berlin Jg. 1924 deportiert 1942 Minsk ermordet                                                               | Helmut Berlin wurde am 15. Juni 1924 in Bonn geboren und war wohnhaft in Bonn und Meckenheim. Am 20. Juli 1942 wurde er nach Minsk und weiter zur Tötungsstätte Maly Trostinec deportiert. | |                                 |